# Franz von Schmück
Franz Freiherr von Schmück (* 5. Oktober 1797 in Pilsen; † 29. Mai 1862 in Brünn) war ein k. k. Geheimer Rat, österreichischer Verwaltungsbeamter und Politiker, unter anderem Landespräsident der Bukowina, sodann Präsident des mährisch-schlesischen Oberlandesgerichtshofes.

## Leben

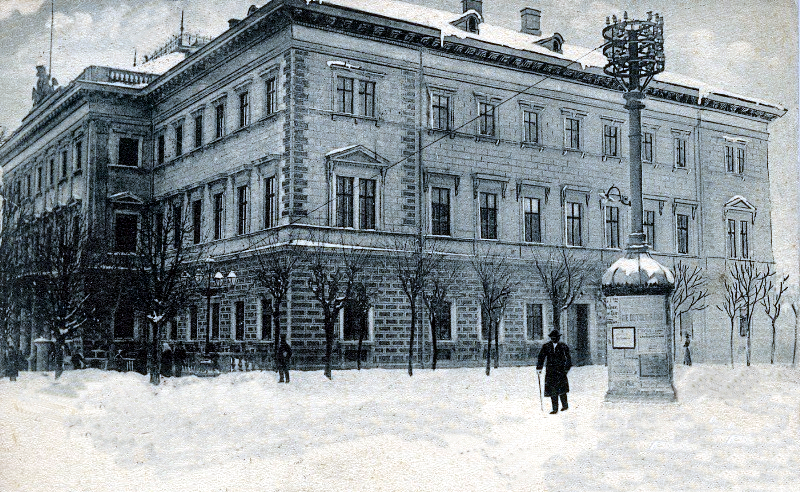
Sitz des von Schmück initiierten Baus der Landesregierung der Bukowina 1873–1905

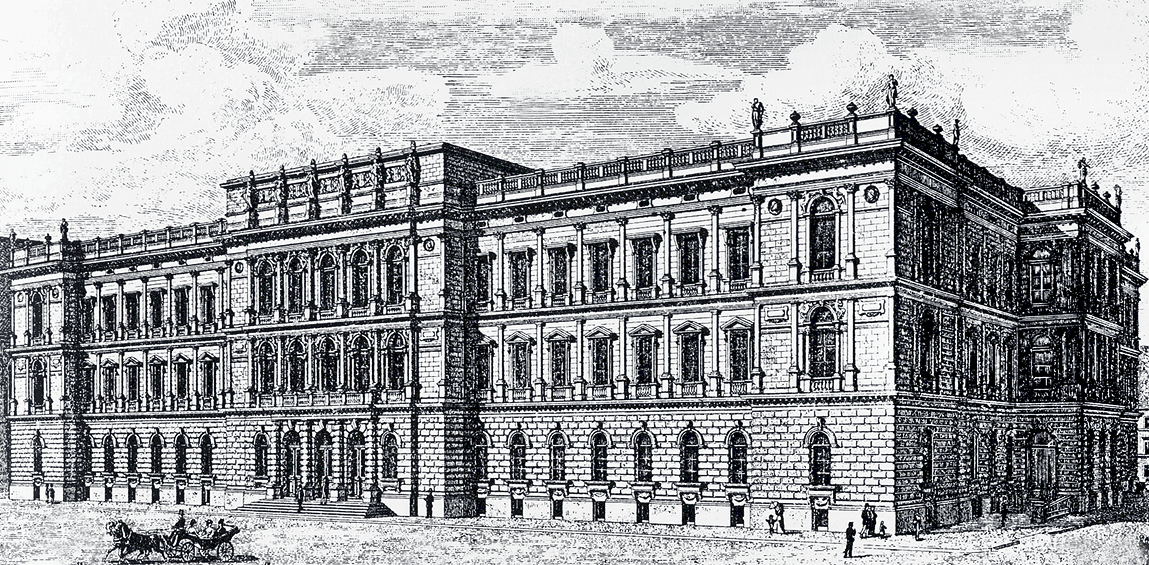
Ehemaliger Justizpalast in Brünn

Der Sohn eines Militärbeamten absolvierte die Gymnasien in Pilsen und Budweis. Er besuchte 1815/16 die philosophische Fakultät der Universität Prag, gab aber rasch seinen ursprünglichen Plan Theologie zu studieren auf und nahm das Studium der Rechte an derselben Universität auf, das er 1819 abschloss.
Schmück trat danach im Oktober 1820 als Kriminalbüropraktikant beim Magistrat zu Budweis ein, wurde im August 1822 Kriminalaktuar, 1830 Magistrats-Sekretär zu Teplitz und 1834 Magistratsrat zu Karlsbad. Im Jahr 1837 war er Bürgermeister und Kriminalgerichtsvorsteher zu Leitmeritz. Diese Stadt verdankte ihm die Entwicklung geistiger Kultur und materiellen Wohlstandes, auf Grund dessen ihm das Ehrenbürgerdiplom verliehen wurde.
Im Jahre 1843 wurde der Freiherr zum Magistrats- und Kriminalgerichtsrat in Prag ernannt, kam sodann im April 1847 als Aushilfsreferent zum böhmischen Appellationsgericht, wo er noch drei Monate später zum Rat befördert wurde. Weiters erfolgte am 12. Dezember 1849 seine Ernennung zum Kreispräsidenten für den Regierungsbezirk Pilsen. In diesem Amt sorgte er vier Jahre lang für die Hebung der Urproduktion, des Handels und der Industrie als auch die Förderung aller Kultur- und Humanitätsanstalten.
Nachdem der Jurist im Jänner 1853 zum Mitglied der Organisierungs-Landeskommission ernannt worden war, wurde er am 6. März zum provisorischen, ab dem 29. Mai 1854 zum ersten selbständigen Landespräsidenten der Bukowina berufen, nachdem das Land förmlich von der Verwaltung Galiziens getrennt worden war. Hier bemühte er sich erfolgreich um die friedliche Koexistenz der Bürger verschiedener Nationalitäten und Konfessionen. Er veranlasste außerdem die Gründung der Landesbibliothek in Czernowitz, des mit derselben in Verbindung stehenden Museums sowie zweier Wohltätigkeitsvereine, den Kaiserin Elisabeth- und Franz Joseph-Verein. Weiters sorgte er für die Hebung der Volkskultur durch mehrere von ihm ins Leben gerufene Unterrichtsanstalten – in seine Amtszeit fiel auch die Eröffnung der ersten israelitisch-deutschen Volksschule – die Verkehrserschließung, aber auch die Durchführung der neuen politischen Organisierung des Landes. Bereits Anfang 1857 machte der Landespräsident den Vorstand der israelitischen Gemeinde auf die Notwendigkeit des Baus eines Tempelinstituts aufmerksam, woraufhin der Bankier Markus Zucker auch sofort begann, Spenden zu sammeln. Der Bau konnte aber noch nicht realisiert werden. Nach Plänen des polnischen Architekten Julian Zachariewicz erbaute man dieses und den Israelitischen Tempel Czernowitz in den Jahren 1873 bis 1877. Seine Abberufung am 27. November 1857 wurde mit großem Bedauern zur Kenntnis genommen. Die Stadt Czernowitz ernannte ihn zu ihrem Ehrenbürger und der Verein für Landeskunde und Landeskultur in der Bukowina zum Ehrenmitglied und sogar noch 1861 wurden seine Leistungen für den Landesausbau vom Bukowiner Landtag gewürdigt.
Nach der vierjährigen Tätigkeit in der Bukowina wurde Schmück mit Allerhöchster Entschließung zum Präsidenten des mährisch-schlesischen Oberlandesgerichtes ernannt. Obwohl bereits krank, erfüllte er seinen Dienst pflichtbewusst bis zu seinem plötzlichen Tod.
Die Verdienste des Verwaltungsjuristen würdigte Kaiser Franz Joseph I. durch die am 22. April 1854 erfolgte die Auszeichnung mit dem Orden der Eisernen Krone 2. Klasse. Den Ordensstatuten zufolge wurde Schmück sodann am 13. Dezember 1855 zu Wien in den erbländisch-österreichischen Freiherrnstand erhoben. Auch ehrte ihn der Monarch am 25. September 1859 durch die Verleihung der geheimen Ratswürde. Seine Beliebtheit auch dort dokumentiert das ihm im Sommer 1862 von den Gerichtshöfen Mährens und Schlesiens auf seinem Grab auf dem Brünner Friedhof errichtete Denkmal.
Da er mit seiner Frau Josefa († 13. November 1874) nur eine Tochter hatte, ist diese Familienlinie im Mannesstamm erloschen.

## Wappen

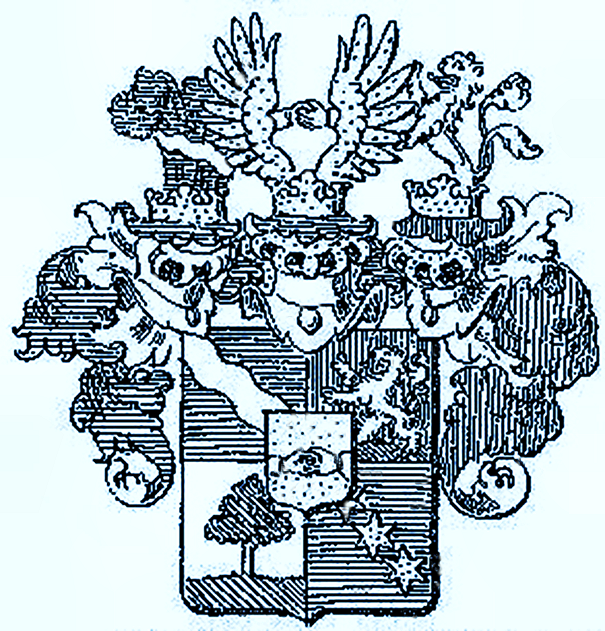
Wappen der Freiherren von Schmück 1855

1855: Quadriert mit goldenem Herzschild, in welchem balkenweise zwei „treue Hände“ mit silbernem Ärmel. 1. In Blau ein silberner Schrägrechtsstrom. 2. In Rot ein doppeltgeschweifter, rechtsgekehrter, silberner Löwe. 3. Auf grünem Boden in Silber ein reich belaubter Baum. 4. In Blau drei schrägrechts untereinandergestellte goldene Sterne. Über dem Schild befinden sich drei gekrönte Helme. Aus dem rechten ragen vier blaue Straußenfedern, belegt mit dem silbernen Schrägrechtsbalken hervor, aus dem mittleren ist ein offener goldener Flug, dazwischen die Figur des Herzschildes zu sehen und aus dem linken wächst der Löwe aus dem Schild empor. Die Decken sind rechts blau-silbern, in der Mitte blau-golden und links rot-silbern.